# Джемини (космическая программа)
«Дже́мини» (Gemini, /ˈdʒɛmɪni/, с англ. — «Близнецы») — вторая программа США пилотируемых космических полётов.
Космические корабли серии «Джемини» продолжили серию кораблей «Меркурий», но значительно превосходили их по возможностям (2 члена экипажа, большее время автономного полёта, возможность изменения параметров орбиты и т. д.). В ходе программы были отработаны методы сближения и стыковки, впервые в истории осуществлена стыковка космических аппаратов. Было произведено несколько выходов в открытый космос, установлены рекорды длительности полёта. Суммарное время полётов по программе составило более 41 суток. Суммарное время выходов в открытый космос составило около 10 часов. Опыт, полученный в ходе программы Джемини, был использован при подготовке и осуществлении программы Аполлон.
Для полётов по программе Джемини была создана вторая группа астронавтов НАСА, но в полётах также принимали участие астронавты первой и третьей группы.

## Астронавты
| Группа                                     | Астронавт                                 | Служба  | Миссия, роль        |
| ------------------------------------------ | ----------------------------------------- | ------- | ------------------- |
| Первый отряд (Ветераны программы Меркурий) | Гордон Купер (Leroy Gordon Cooper)        | ВВС США | Джемини-5 Командир  |
| Первый отряд (Ветераны программы Меркурий) | Вирджил Гриссом (Virgil «Gus» Grissom)    | ВВС США | Джемини-3 Командир  |
| Первый отряд (Ветераны программы Меркурий) | Уолтер Ширра (Walter M. Schirra)          | ВМС США | Джемини-6A Командир |
| Второй отряд (англ: Astronaut Group 2)     | Нил Армстронг (Neil A. Armstrong)         | ВМС США | Джемини-8 Командир  |
| Второй отряд (англ: Astronaut Group 2)     | Фрэнк Борман (Frank Borman)               | ВВС США | Джемини-7 Командир  |
| Второй отряд (англ: Astronaut Group 2)     | Чарльз Конрад (Charles «Pete» Conrad)     | ВМС США | Джемини-5 Пилот     |
| Второй отряд (англ: Astronaut Group 2)     | Чарльз Конрад (Charles «Pete» Conrad)     | ВМС США | Джемини-11 Командир |
| Второй отряд (англ: Astronaut Group 2)     | Джеймс Ловелл (James A. Lovell)           | ВМС США | Джемини-7 Пилот     |
| Второй отряд (англ: Astronaut Group 2)     | Джеймс Ловелл (James A. Lovell)           | ВМС США | Джемини-12 Командир |
| Второй отряд (англ: Astronaut Group 2)     | Джеймс МакДивитт (James A. McDivitt)      | ВВС США | Джемини-4 Командир  |
| Второй отряд (англ: Astronaut Group 2)     | Томас Стаффорд (Thomas P. Stafford)       | ВВС США | Джемини-6A Пилот    |
| Второй отряд (англ: Astronaut Group 2)     | Томас Стаффорд (Thomas P. Stafford)       | ВВС США | Джемини-9A Командир |
| Второй отряд (англ: Astronaut Group 2)     | Эдвард Уайт (Edward H. White II)          | ВВС США | Джемини-4 Пилот     |
| Второй отряд (англ: Astronaut Group 2)     | Джон Янг (John W. Young)                  | ВМС США | Джемини-3 Пилот     |
| Второй отряд (англ: Astronaut Group 2)     | Джон Янг (John W. Young)                  | ВМС США | Джемини-10 Командир |
| Третий отряд                               | Эдвин (Базз) Олдрин (Edwin «Buzz» Aldrin) | ВВС США | Джемини-12 Пилот    |
| Третий отряд                               | Юджин Сернан (Eugene A. Cernan)           | ВМС США | Джемини-9A Пилот    |
| Третий отряд                               | Майкл Коллинз (Michael Collins)           | ВВС США | Джемини-10 Пилот    |
| Третий отряд                               | Ричард Гордон (Richard F. Gordon)         | ВМС США | Джемини-11 Пилот    |
| Третий отряд                               | Дэвид Скотт (David R. Scott)              | ВВС США | Джемини-8 Пилот     |

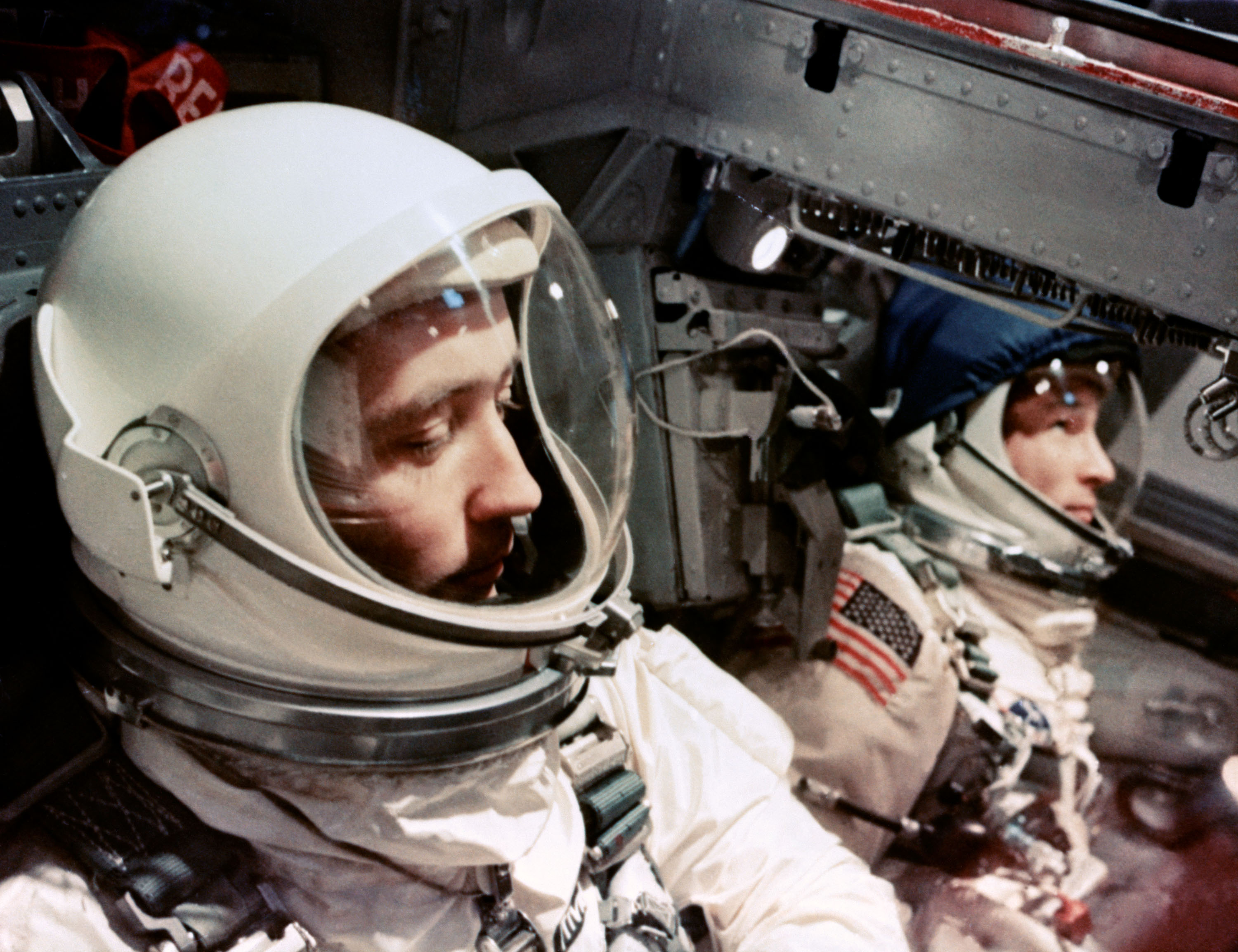
Астронавты Уайт и МакДивитт внутри космического корабля Джемини 4, 1965

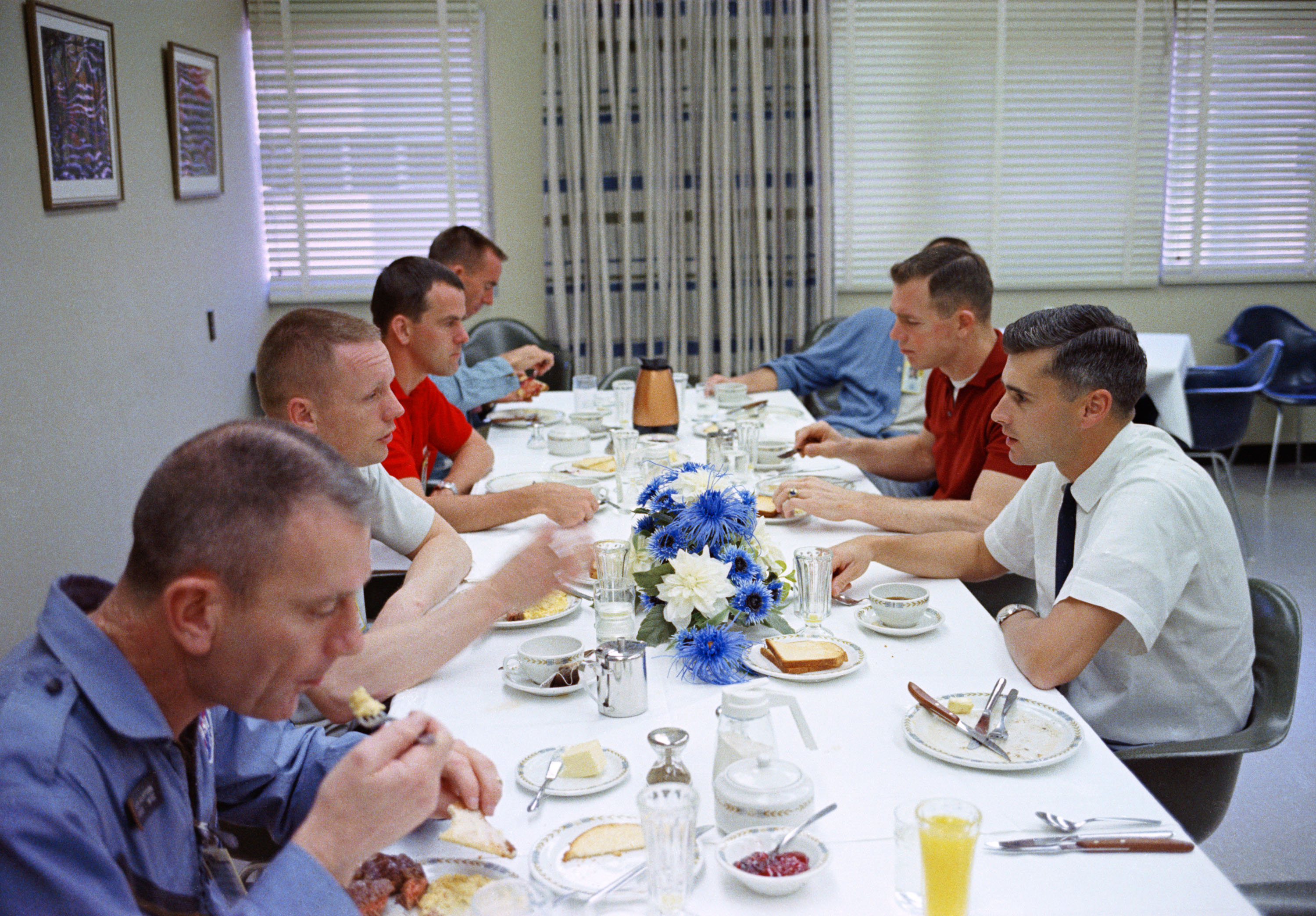
Основная команда Джемини 8 и другие астронавты на завтраке перед запуском, 1966

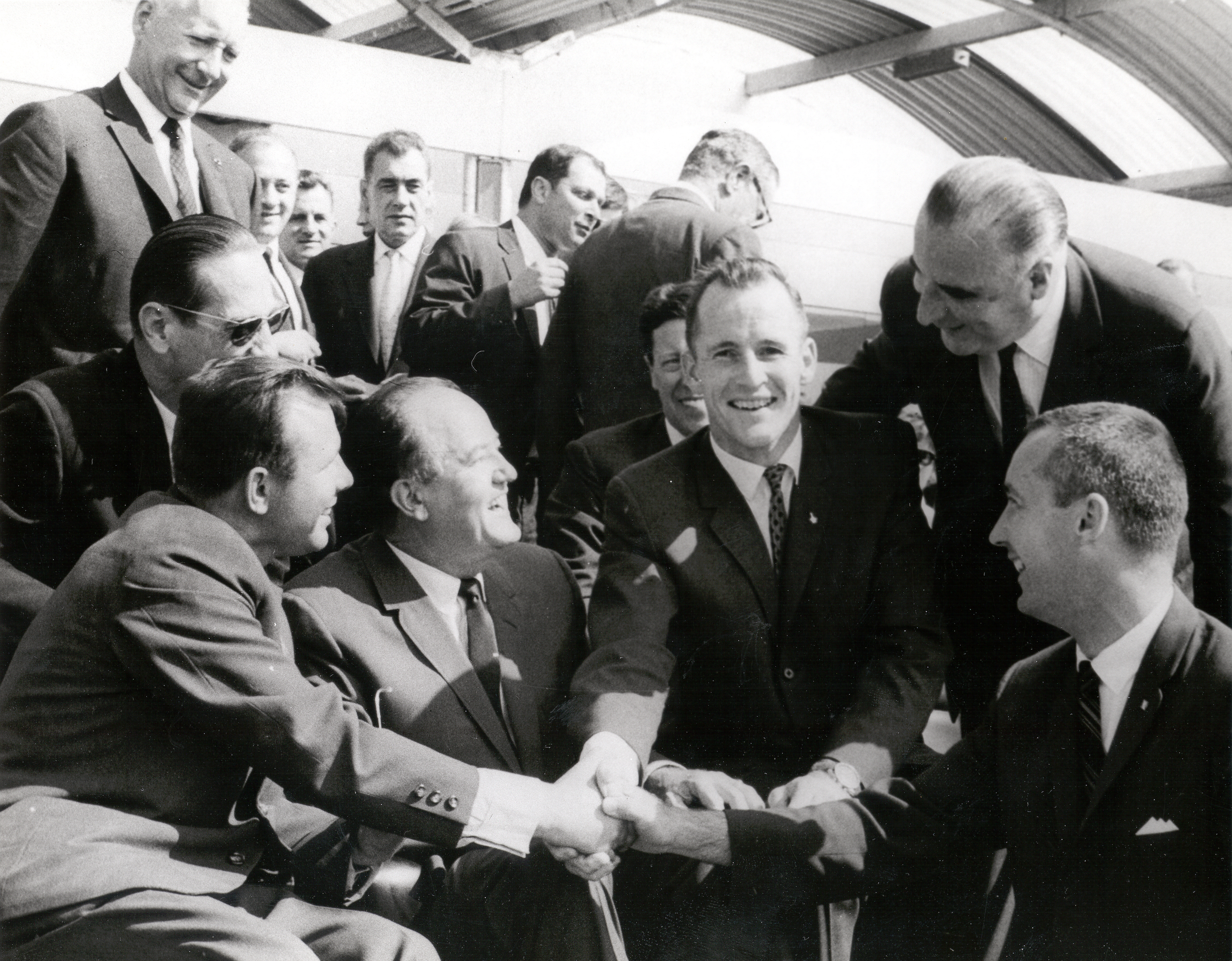
Рукопожатие Юрия Алексеевича Гагарина и астронавтов Джемини 4, 1965

Участвовали в программе, но по различным причинам не попали в космос:
- Уильям Андерс (William Anders) — был назначен дублером пилота Джемини-11
- Чарлз Бассетт (Charles Bassett) — погиб в авиакатастрофе во время подготовки к Джемини-9
- Алан Бин (Alan Bean) — дублёр командира Джемини-10
- Эллиотт Си (англ:Elliott See) — погиб в авиакатастрофе во время подготовки к Джемини-9
- Клифтон Уильямс (англ: Clifton Williams) — погиб в авиакатастрофе

## Пилотируемые полеты

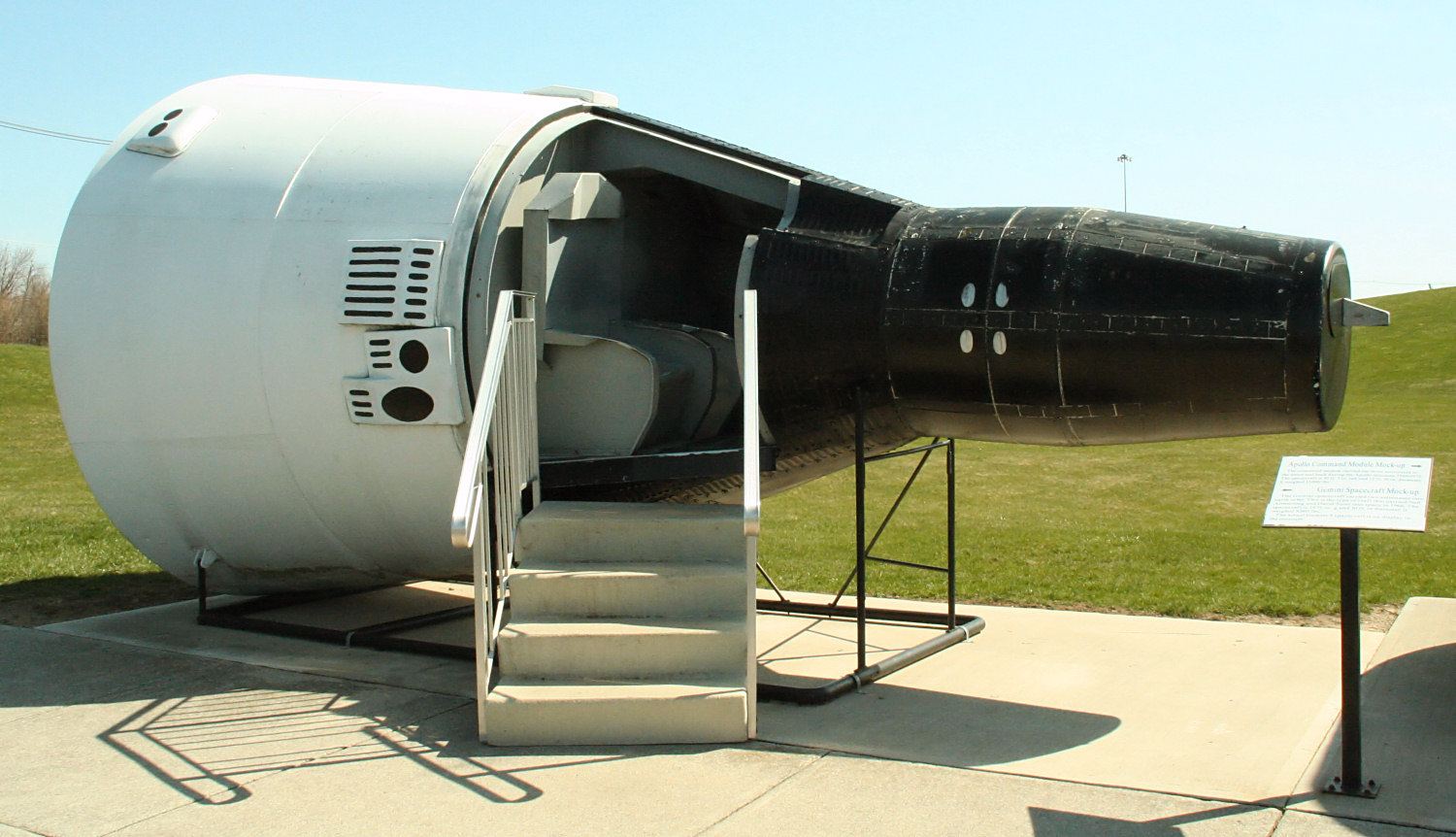
Копия корабля Gemini в музее. Обитаемый отсек окрашен в чёрный цвет, приборно-агрегатный отсек- в белый.

### Джемини-3
23 марта 1965
Экипаж: Вирджил Гриссом, Джон Янг. Длительность: 4 ч 48 мин.
Первый пилотируемый полет по программе Джемини. Первый орбитальный манёвр, совершённый пилотируемым аппаратом. Аэродинамические характеристики капсулы значительно отличались от расчётных и корабль приводнился на значительном расстоянии от расчётной точки.

### Джемини-4
3 июня 1965

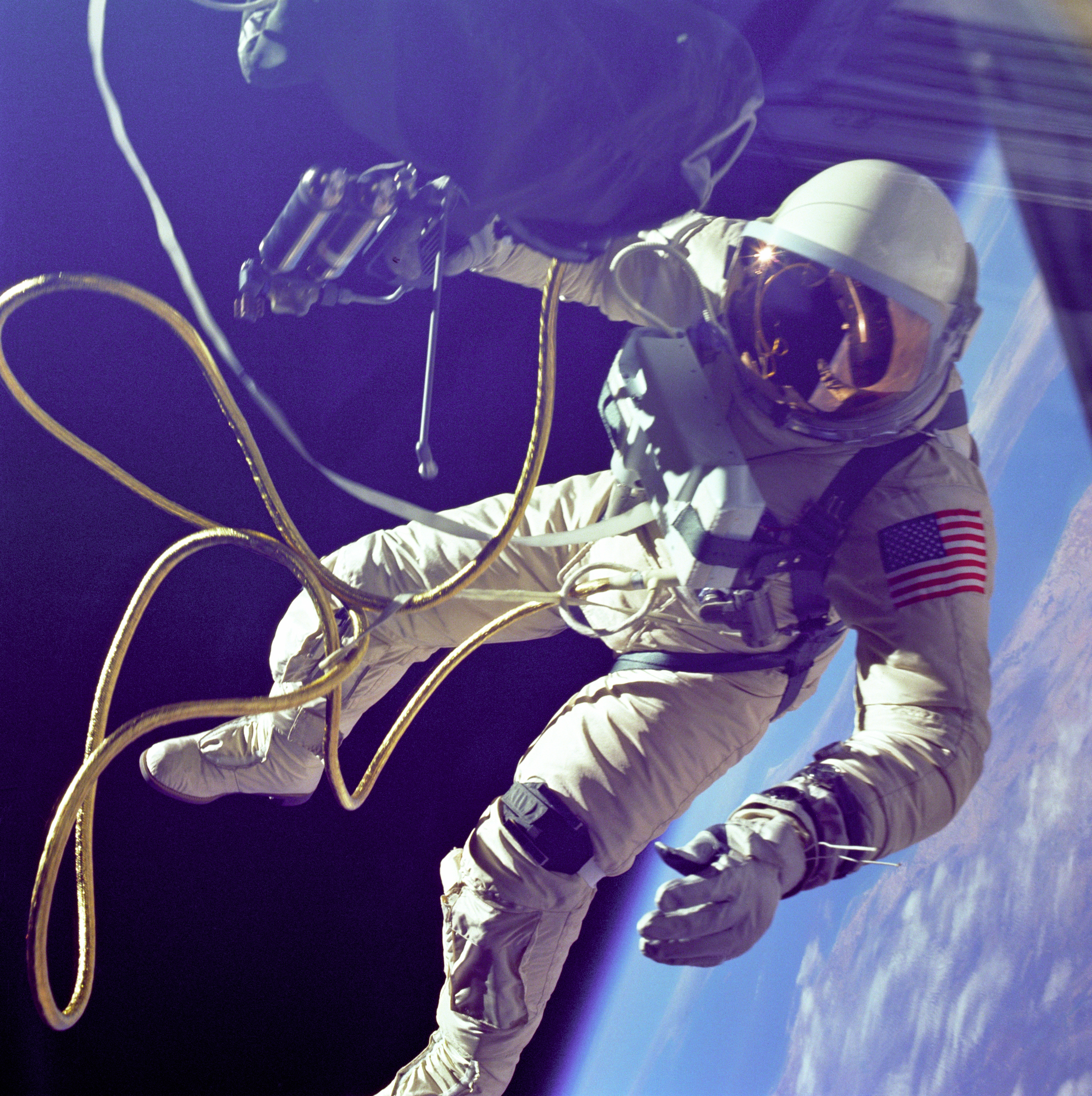
3 июня 1965 состоялся первый выход американского астронавта в открытый космос

Экипаж: Джеймс МакДивитт, Эдвард Уайт. Длительность: 4 дня 2 ч.
Первый выход астронавта США (Эдвард Уайт) в открытый космос. Длительность выхода: 22 мин. Первая попытка сближения на орбите (с третьей ступенью). В ходе полёта были выполнены научные эксперименты и фотографирование Земли. В результате сбоя программного обеспечения компьютера вместо управляемого спуска был произведён баллистический спуск.

### Джемини-5
21 августа 1965
Экипаж: Гордон Купер, Чарльз Конрад. Длительность: 7 дней 23 ч.
Первый рекорд длительности полёта, установленный астронавтами США. Из-за падения давления в топливном элементе не удалось провести сближение с мишенью. Полет был осложнён различными неполадками, в том числе двигателей манёвра и ориентации. Тем не менее, экипаж выполнил 16 из 17 запланированных экспериментов. Из-за неверной информации, введённой в компьютер, корабль приводнился на расстоянии 120 км от расчётной точки.

### Джемини-7
4 декабря 1965
Экипаж: Фрэнк Борман, Джеймс Ловелл. Длительность: 13 дней 19 ч.
Рекорд длительности полёта. Первое сближение двух космических аппаратов. В программу полета входил ряд медицинских экспериментов, а также сближение с Джемини-6A. Программа полёта выполнена. Результат полёта подтвердил возможность длительного нахождения человека в невесомости.

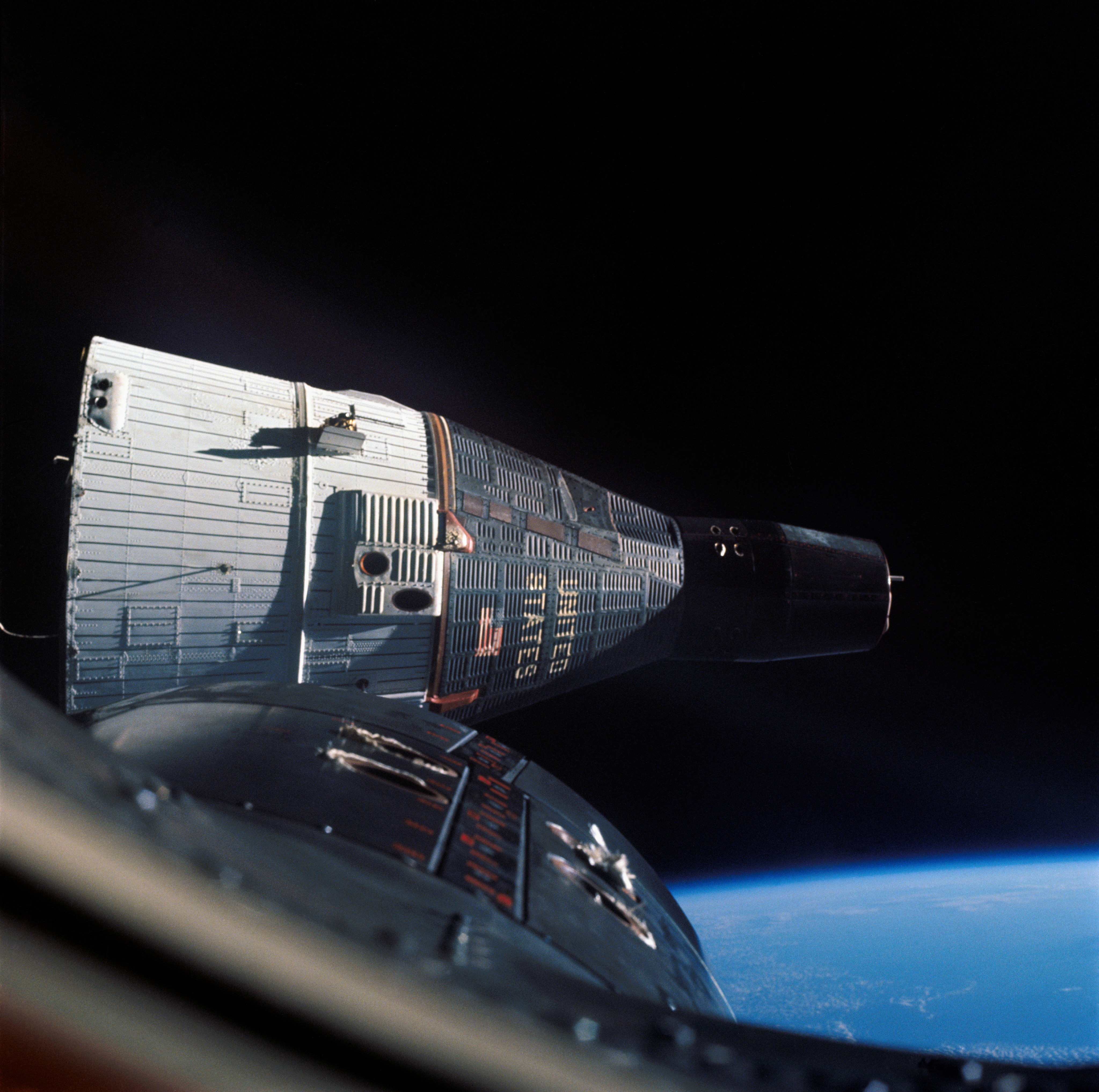
Джемини-7,сфотографированный из кабины Джемини-6 во время совместного полета.

### Джемини-6A
15 декабря 1965
Экипаж: Уолтер Ширра, Томас Стаффорд. Длительность: 1 день 2 ч.
Первое сближение двух космических аппаратов. Изначально основной целью полёта являлись сближение и стыковка с мишенью Аджена-VI. Однако после взрыва Аджены при запуске был разработан альтернативный план: сближение с пилотируемым Джемини-7. При первой попытке старта, из-за неправильно сработавшего датчика, компьютер выключил двигатели сразу же после включения. Ширра, вопреки правилам, принял решение не катапультироваться. Вторая (успешная) попытка старта состоялась через три дня. После сближения с Джемини-7 оба корабля на протяжении трёх витков совершали манёвры, находясь на расстоянии от 90 м до 0.3 м друг от друга.

### Джемини-8
16 марта 1966
Экипаж: Нил Армстронг, Дэвид Скотт. Продолжительность: 10 ч 41 мин.
Первая стыковка двух космических аппаратов. Вскоре после успешного сближения и стыковки с мишенью Аджена-VIII один из двигателей ориентации корабля неконтролируемо включился. В результате началось нарастающее вращение связки Джемини-Аджена. Экипаж был вынужден отстыковать корабль от Аджены. После расстыковки скорость вращения увеличилась до 1 об/сек. Приближаясь к потере сознания, под перегрузкой в 3.5 g, Армстронг сумел отключить двигатели ориентации, включить ручное управление посадочных двигателей и погасить вращение. Центр управления принял решение о досрочном прекращении полёта, и корабль успешно приводнился в Тихом океане.

### Джемини-9A
3 июня 1966
Экипаж: Томас Стаффорд, Юджин Сернан.
Продолжительность: 3 дня 15 мин.
Из-за аварии носителя мишени Аджена-IX полёт был отложен, и была использована альтернативная мишень ADTA. В ходе полёта успешно отработаны несколько методов орбитального сближения, но неотделившийся обтекатель мишени сделал стыковку с ней невозможной. Программа выхода в открытый космос предполагала подключение и использование ракетного ранца, закреплённого в корме корабля. Однако в процессе выхода у Сернана возникли серьёзные трудности: операции в невесомости оказались сложнее, чем предполагалось. Кроме того, начало запотевать стекло скафандра и видимость была ограничена. К моменту подключения ракетного ранца Сернан был крайне утомлён, и выход было решено прервать. Длительность выхода в открытый космос составила 2 ч. 8 мин.

### Джемини-10
18 июля 1966
Экипаж: Джон Янг, Майкл Коллинз.
Продолжительность: 2 дня 22 ч 48 мин.
Произведена стыковка с мишенью Аджена-X. С помощью двигателей Аджены осуществлён переход на более высокую орбиту для сближения с мишенью Аджена-VIII. Совершён выход в открытый космос, проведены научные эксперименты. После сближения с Адженой-VIII на расстояние 3 м, Коллинз совершил второй выход в открытый космос, подлетел к Аджене, закрепился и забрал образец, закреплённый на корпусе мишени. В течение этого времени Янг поддерживал неизменным положение Джемини-Х по отношению к Аджене.

### Джемини-11
12 сентября 1966
Экипаж: Чарльз Конрад, Ричард Гордон.
Продолжительность: 2 дня 23 ч 17 мин.
Сближение с мишенью Аджена-XI на первом витке. После стыковки Гордон произвёл выход в открытый космос, в ходе которого закрепил трос на корпусе Аджены. Выход досрочно прекращён из-за крайнего утомления астронавта. Проведён эксперимент по созданию искусственной силы тяжести: соединённая тросом связка Джемини-Аджена была на некоторое время приведена во вращение. Затем после повторной стыковки аппаратов с помощью двигателей Аджены апогей орбиты поднят на рекордную высоту: 1372 км. В ходе полёта проводились многочисленные эксперименты. Была осуществлена первая посадка в автоматическом режиме.

### Джемини-12
11 ноября 1966
Экипаж: Джеймс Ловелл, Эдвин (Базз) Олдрин.
Продолжительность: 3 дня 22 ч 34 мин.
При сближении с мишенью Аджена-XII вышел из строя радар и дальнейшее сближение было проведено по методу, который составлял докторскую диссертацию Олдрина в MIT. Из-за неполадок с главным двигателем Аджены был отменён переход на орбиту с высоким апогеем. Олдрин совершил крайне успешный выход в открытый космос, в ходе которого отрабатывались навыки перемещения и выполнения различных работ, а также был присоединён трос к корпусу Аджены. Длительность выхода составила 2 ч 20 мин. С помощью присоединённого троса была проведена гравитационная стабилизация связки Джемини-Аджена. В ходе полёта был выполнен ряд экспериментов. Корабль совершил посадку в автоматическом режиме.